# Hochdorf, Esslingen
Hochdorf är en kommun och ort i Landkreis Esslingen i regionen Stuttgart i Regierungsbezirk Stuttgart i förbundslandet Baden-Württemberg i Tyskland.
Kommunen ingår i kommunalförbundet Reichenbach an der Fils tillsammans med kommunerna Baltmannsweiler, Lichtenwald och Reichenbach an der Fils.